# Vindula dajakorum
Vindula dajakorum är en fjärilsart som beskrevs av Hans Fruhstorfer 1906. Vindula dajakorum ingår i släktet Vindula och familjen praktfjärilar. Inga underarter finns listade i Catalogue of Life.